# Manyarameer
Het Manyarameer is de naam van een meer en een gelijknamig nationaal park in het noorden van Tanzania. Het meer maakt deel uit van de oostelijke Riftvallei en staat bekend om de enorme hoeveelheden trekvogels zoals pelikanen, ooievaars en flamingo's. Bij de entree van het park heeft een grote kolonie Afrikaanse nimmerzatten er voor gezorgd dat de bomen en omgeving onder een witte laag uitwerpselen zitten. Sinds 1981 is het meer een biosfeerreservaat. Het water van het meer is sterk alkalinehoudend.

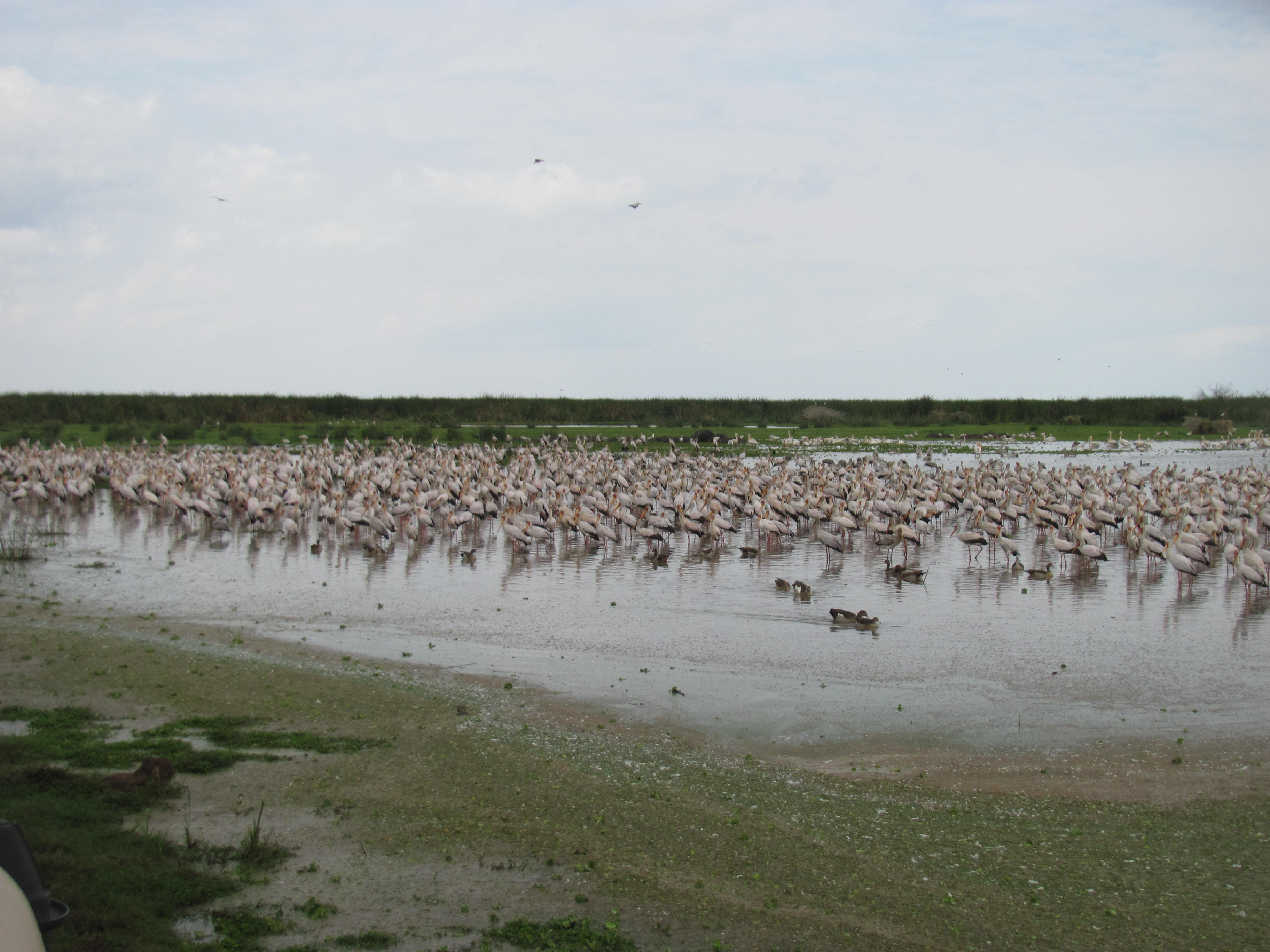
Kolonie Afrikaanse Nimmerzatten bij Manyarameer

In het nationale park kunnen veel van de in Tanzania voorkomende dieren worden aangetroffen, waaronder de leeuw, het luipaard, het nijlpaard en de olifant. Het oerwoud bij het meer wordt gevoed door grondwater en wordt daarom, in tegenstelling tot regenwoud ook wel grondwaterwoud genoemd. In dit woud kan men in bomen klimmende leeuwen aantreffen.
- Library of Congress Control Number: sh94007090
- Nationale Bibliotheek van Israël: 987007553790905171
- Virtual International Authority File: 126928301